# Saint-May
Saint-May is een gemeente in het Franse departement Drôme (regio Auvergne-Rhône-Alpes) en telt 44 inwoners (2009). De plaats maakt deel uit van het arrondissement Nyons.

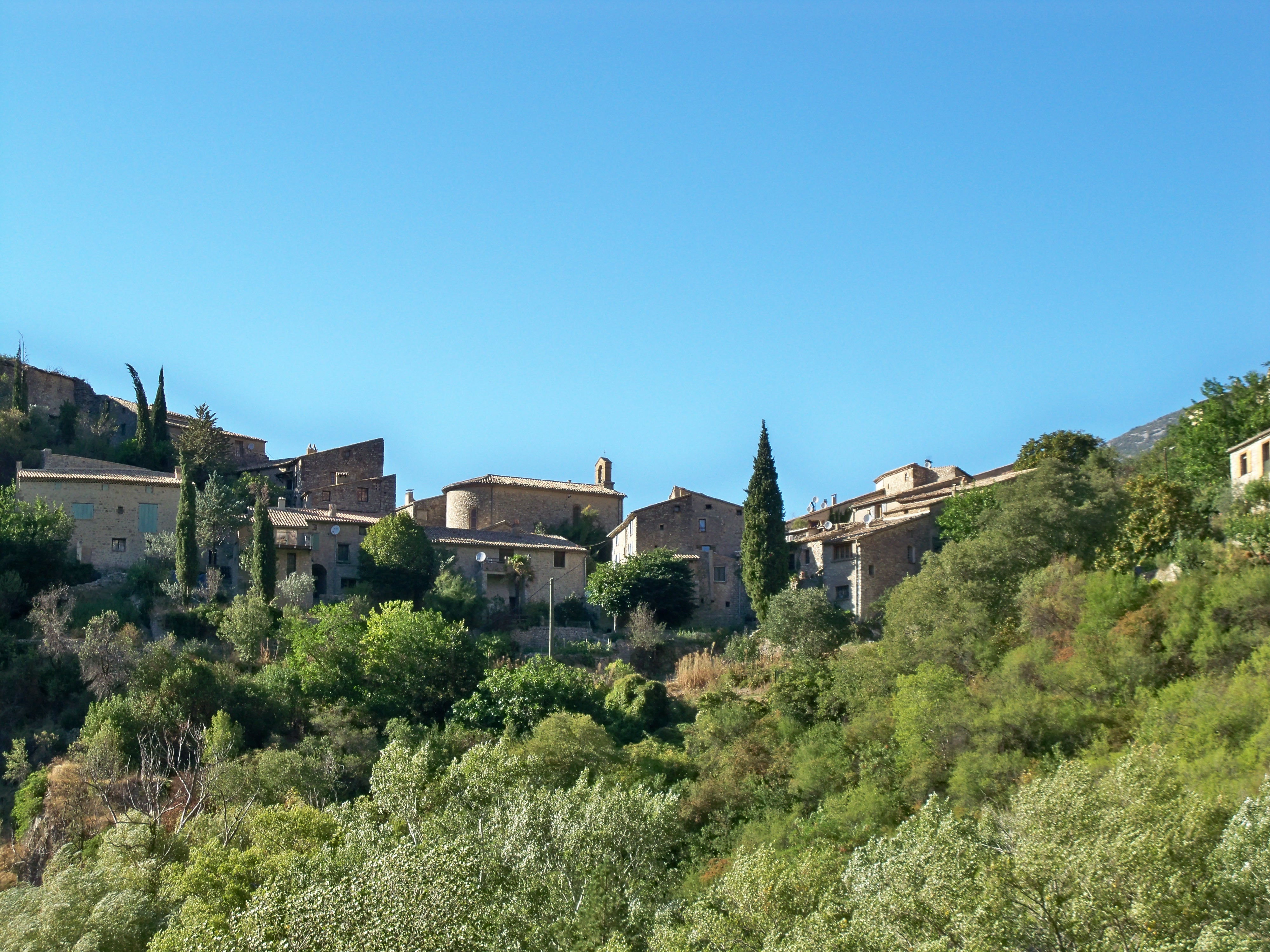
Saint-May
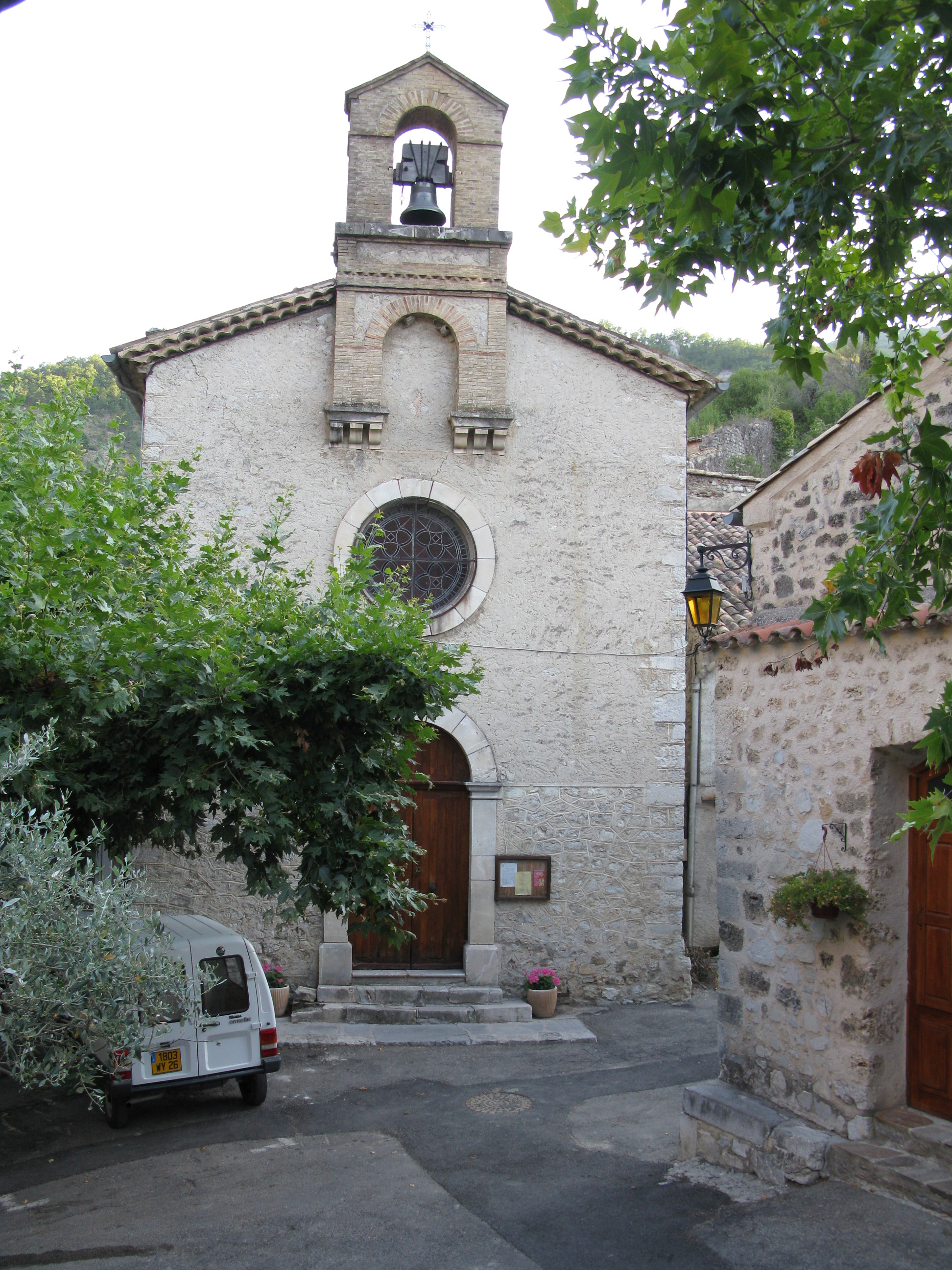
Kerk van Saint-May

## Geografie
De oppervlakte van Saint-May bedraagt 11,0 km², de bevolkingsdichtheid is dus 4 inwoners per km².

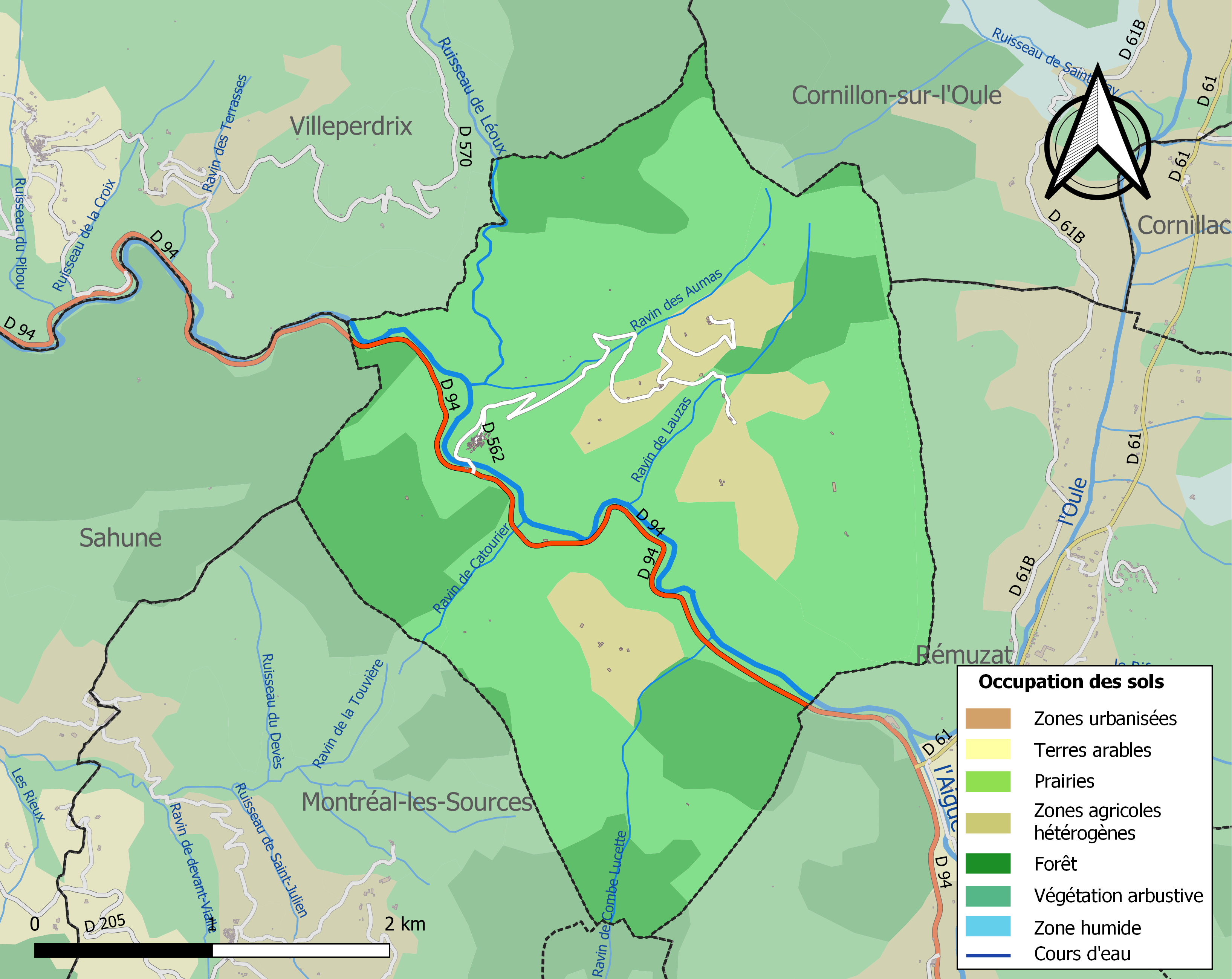
Kaart van de gemeente met belangrijkste infrastructuur, bodemgebruik en omliggende gemeenten

## Demografie
Onderstaande figuur toont het verloop van het inwonertal (bron: INSEE-tellingen).